# Mali Beograd
Mali Beograd (ćir.: Мали Београд, mađ.: Kisbelgrád) je naselje u općini Bačka Topola u Sjevernobačkom okrugu u Vojvodini.

## Stanovništvo
U naselju Mali Beograd živi 549 stanovnika, od čega 430 punoljetana stanovnika s prosječnom starosti od 42,1 godina (42,6 kod muškaraca i 41,7 kod žena). U naselju ima 178 domaćinstva, a prosječan broj članova po domaćinstvu je 2,94.
Prema popisu iz 1991. godine u naselju je živjelo 503 stanovnika.
| Etnički sastav 2002. |            |        |
| Narod                | Stanovnika |        |
| Srbi                 | 343        | 65,45% |
| Mađari               | 105        | 20,03% |
| Jugoslaveni          | 25         | 4,77%  |
| Bunjevci             | 23         | 4,38%  |
| Hrvati               | 8          | 1,52%  |
| Makedonci            | 5          | 0,95%  |
| Slovaci              | 1          | 0,19%  |
| nepoznato            | 0          | 0,00%  |

| broj stanovnika | 272   | 494   | 616   | 535   | 463   | 503   | 549   |
|                 | 1948. | 1953. | 1961. | 1971. | 1981. | 1991. | 2001. |

## Vanjske poveznice
- Karte, položaj vremenska prognoza  Arhivirana inačica izvorne stranice od 16. siječnja 2009. (Wayback Machine)
- [neaktivna poveznica]